# Bondoukou (departement)
Bondoukou är ett departement i Elfenbenskusten. Det ligger i regionen Gontougo, i den östra delen av landet, 300 km nordost om huvudstaden Yamoussoukro.